# Cyrillia linearis
Cyrillia linearis é uma espécie de gastrópode do gênero Cyrillia, pertencente a família Raphitomidae.